# Palante
Palante település Franciaországban, Haute-Saône megyében. Lakosainak száma 245 fő (2022. január 1.). Palante La Côte, Andornay, Frotey-lès-Lure, Lyoffans, Magny-Danigon és Roye községekkel határos.

## Népesség
A település népességének változása:
| Lakosok száma | 213  | 233  | 240  | 239  | 241  | 243  | 243  | 243  | 245  |
|               | 2013 | 2015 | 2016 | 2017 | 2018 | 2019 | 2020 | 2021 | 2022 |